# ساياكو كورودا
ساياكو كورودا (باليابانية: 黒田清子) (ولدت في 18 إبريل 1969 - )، أميرة يابانية والبنت الوحيدة لإمبراطور اليابان أكيهيتو والإمبراطورة ميتشيكو.
خرجت هذه الأميرة عن التقاليد الإمبراطورية وقررت التنازل عن حقوقها الإمبراطورية، حسب ما يقتضيه القانون الياباني لعام 1947 وتزوجت من أحد العامة، وهو صديق أخيها الأمير أكيشينو، واسمه يوشيكي كورودا ويعمل في مجال التخطيط الحضري في طوكيو وذلك في 15 نوفمبر 2005، وأخذت لقب عائلة زوجها ليصبح اسمها ساياكو كورودا.
أم الأميرة ساياكو الإمبراطورة ميتشيكو هي في الواقع من عامة الشعب تزوجها الإمبراطور أكيهيتو عندما كان أميرا ووريثا للعرش.